# Johann V. Droste zu Hülshoff
Johann V. Droste zu Hülshoff (* 1421; † 1462) war ein Ratsherr und Kämmerer der Stadt Münster und Gutsbesitzer von Burg Hülshoff.

## Leben

### Herkunft und Familie
Johann V. war der zweite Sohn des Bürgermeisters von Münster, Johann IV. Droste zu Hülshoff und der Wobelia von Travelmann. Er gehörte der 9. bekannten Generation seiner Familie an.
Johanns V. älterer Bruder Alhard II., welcher u. a. das alte Stammgut Deckenbrock bei Everswinkel geerbt hatte, wurde der Stammvater der teilweise bis ins 18. Jahrhundert reichenden Nebenlinien der Droste zu Handorf, zu Uhlenbrock, zu Möllenbeck, zu Hofe, zu Klotinghoff und (ausgehend von den Droste zu Uhlenbrock) in Danzig und Königsberg sowie (ausgehend von den Droste zu Möllenbeck) den Droste zu Zützen. Sein jüngerer Bruder Egbert, der Besitzungen in Sendenhorst, Altenberge, Everswinkel, Greven und Nordwalde geerbt hatte, war mit Christina von Kerckerinck verheiratet und ließ sich in einem Stadthof gegenüber der Kirche St. Martini nieder. Seine Schwester Kunigunde heiratete Heinrich von Drolshagen, seine Schwester Margaretha Bernd von Kerckerinck auf Haus Stapel.
Johann V. erbte Burg Hülshoff, welche sein Vater erworben hatte und wo er die künftige Stammlinie weiterführte. Er heiratete Margaretha von Kerckerinck auf dem Bispinghof, die den Stadthof am Krummen Timpen in die Ehe brachte, welcher der Familie bis ins 16. Jahrhundert hinein als Hauptwohnsitz diente. Sie hatten nur ein Kind, den Nachfolger auf Gut Hülshoff und späteren Bürgermeister von Münster, Johann VI. Droste zu Hülshoff. Johann V. starb schon mit 41 Jahren.

### Stadtrat und Stadtkämmerer von Münster
Johann V. wurde, wie seine Vorfahren, 1434 und 1439 in den Stadtrat gewählt. 1439 amtierte er überdies als Kämmerer der Stadt Münster. In dieser Eigenschaft lud ihn der Bischof und Landesherr 1441 und 1454 in den Landtag ein. 1454 musste er als Vasall des Bischofs in der Münsterischen Stiftsfehde gegen den Usurpator Johann V. (Hoya) kämpfen, der seinen Schwiegervater Bernd von Kerckerinck, der auch Bürgermeister von Münster war, auf die Burg Hülshoff vertrieben hatte.

### Gutsbesitzer auf Burg Hülshoff
Das Vermögen von Johann V. litt sehr unter den zahlreichen Feldzügen bei der Münsterischen Stiftsfehde 1457. Bei Burg Hülshoff wurde auch die alte, noch von den Voreigentümern errichtete, Kapelle durch Johann V. (Hoya) vollständig zerstört. Glücklicherweise hatte die Ehefrau von Johann V. ein erhebliches Vermögen in die Ehe gebracht, darunter Besitzungen und Rechte in Senden, Amelsbüren, Telgte, Roxel, Ahlen, Havixbeck, Nienberge und Ottmarsbocholt sowie den Stadthof am Krummen Timpen in Münster, der den Droste zu Hülshoff daraufhin für mehr als 200 Jahre diente. Über seinen Schwiegervater kam der 100-ha-Hof König in Roxel zu Hülshoff.